# Хропунь
Хропунь, Крусейка — річка в Білорусі, у Наровлянському районі Гомельської області. Права притока Жолоні, (басейн Прип'яті).

## Опис
Довжина річки 17 км, похил річки 1,7  м/км, площа басейну водозбору 52,3  км². Формується притокою, багатьма безіменними струмками, загатами та частково каналізована.

## Розташування
Бере початок на північно-західній стороні від села Братське. Тече переважно на північний схід через Кіров і на південно-східній стороні від села Хільчиха впадає у річку Жолонь, праву притоку Прип'яті.

## Притоки
- Міжджа (права).

## Цікавий факт
- У селі Кіров річку перетинає автошлях Р37 (Автошляхи Білорусі, Михалки — Наровля — Александровка).